# Bodensko jezero
Bodensko jezero (nemško Bodensee, izgovorjava [ˈboːdn̩ˌzeː]) se nanaša na tri vodna telesa na Renu ob severnem vznožju Alp: Obersee ali Zgornje Bodensko jezero, Untersee ali Spodnje Bodensko jezero in povezovalni odsek Rena, imenovan Seerhein. Ta vodna telesa ležijo v kotlini Bodenskega jezera (Bodenseebecken), ki je del Alpskega predgorja in skozi katerega teče Ren.
Jezero leži tam, kjer se srečujejo Nemčija, Švica in Avstrija. Njene obale ležijo v nemških deželah Bavarska in Baden-Württemberg, švicarskih kantonih St. Gallen, Thurgau in Schaffhausen ter avstrijski deželi Vorarlberg. Ren se v jezero izliva z juga, s izvornim tokom, ki tvori avstrijsko-švicarsko mejo, iztok pa ima na Spodnjem jezeru, kjer - razen Schaffhausna - tvori nemško-švicarsko mejo do mesta Basel.
Najbolj naseljena mesta ob jezeru so Konstanca (nemško Konstanz), Friedrichshafen, Radolfzell am Bodensee, Bregenz in Lindau. Največji otoki so Reichenau v Spodnjem jezeru ter Lindau in Mainau v Zgornjem jezeru.

## Opis
Bodensko jezero je tretje največje sladkovodno evropsko jezero po površini (in drugo največje po količini), za Ženevskim in (po površini) Blatnim jezerom v Srednji in Zahodni Evropi.
Dolgo je 63 km in na najširši točki skoraj 14 km široko. Zajema približno 536 km² in je na  nadmorski višini 395 m. Njegova največja globina je 252 metrov, natanko sredi Zgornjega jezera. Njegova prostornina je približno 48 km³.
Jezero ima dva dela: glavni vzhodni del, imenovan Obersee ali Zgornje jezero, obsega približno 473 kvadratnih kilometrov, vključno s severozahodnim krakom, Überlinger See (61 km2) in precej manjšim zahodnim krekom, imenovanim Untersee ali Spodnje jezero, s površino približno 63 kvadratnih kilometrov.
Povezava med tema dvema jezeroma je Seerhein (dob. 'Rensko jezero'). Geografsko se včasih ne šteje za del jezera, temveč za reko.
Spodnje Bodensko jezero je ohlapno razdeljeno na tri odseke okoli otoka Reichenau: dva nemška dela, Gnadensee (lit .: jezero Milosti) severno od otoka in severno od polotoka Mettnau (Markelfinger Winkel) in Zeller See, južno od Radolfzella in severozahodno od otoka Reichenau, ter predvsem švicarsko Rheinsee (dobesedno: Rensko jezero) - na začetku ne smeta biti v neskladju s Seerheinom! - na jugu otoka in z jugozahodnim krakom, ki vodi do sotočja v Stein am Rhein.
Rečna voda reguliranega Alpskega Rena se izliva v jezero na jugovzhodu v bližini avstrijskega Bregenza, nato skozi zgornje Bodensko jezero, ki skoraj ne cilja na Überlinger See, v Seerhein v mestu Konstanca, nato skozi Rheinsee tako rekoč brez dovajanja nemškega dela Spodnjega jezera in končno napaja začetek Visokega Rena v švicarskem mestu Stein am Rhein.
Samo jezero je pomemben vir pitne vode za jugozahodno Nemčijo.
Vrhunec drenažnega bazena jezera je švicarski vrh Piz Russein v masivu Tödi v Glarnskih Alpah na 3613 metri nadmorske višine. Začne se s potokom Aua da Russein (lit.: Voda Russeina).
Avto trajekti povezujejo Romanshorn v Švici do Friedrichshafena in med Konstanco do Meersburga, vsi v Nemčiji.

## Zgodovina
Bodensko jezero je bilo v ledeni dobi Renski ledenik in jezero Zungenbecken. Po koncu zadnjega ledeniškega obdobja, pred približno 10.000 leti, sta Obersee in Untersee še vedno oblikovala eno samo jezero. Zaradi erozije Visokega Rena navzdol je gladina jezera postopoma poniknila in nastal je prag Konstanzer Schwelle.
Ren, Bregenzer Ach in Dornbirner Ach prenašajo usedline od Alp do jezera, s čimer postopoma zmanjšujejo globino in zmanjšujejo razširjenost jezera na jugovzhodu.
V antiki sta imeli jezeri različni imeni; kasneje sta iz neznanih razlogov dobila isto ime.
V 19. stoletju je bilo okoli Bodenskega jezera pet različnih lokalnih časovnih pasov. Konstanca, ki je pripadala Velikemu vojvodstvu Baden, se je držala Karlsruhejevega časa, Friedrichshafen je uporabljal čas vojvodstva Württemberg, v Lindauu so opazovali bavarski münchenski čas, Bregenz pa praški, medtem ko je švicarska obala uporabljala bernski čas. Za obisk petih časovnih pasov bi morali potovati le 46 kilometrov. Glede na obseg trgovine in prometa čez Bodensko jezero je to povzročalo resno zmedo. Javne ure v pristaniščih so uporabljale tri različne čase, odvisno od ciljev, ki so jih ponujale ladijske družbe. Leta 1892 so vsa nemška ozemlja uporabljala CET, avstrijske železnice so že uvedle CET leto prej, Švica pa leta 1894. Ker vozni redi še niso bili posodobljeni, je CET leta 1895 postal edini veljavni čas okoli in na Bodenskem jezeru.

### Ime
Rimski geograf Pomponij Mela je prvi omenil jezera okoli leta 43 n. št., Zgornje jezero je imenoval Lacus Venetus, spodnje jezero pa Lacus Acronius, Ren, ki je šel skozi oba. Okoli leta 75 našega štetja jih je naravoslovec Plinij starejši oba imenoval Lacus Raetiae Brigantinus, po glavnem rimskem mestu ob jezeru, Brigantium (kasneje Bregenz). To ime je povezano s keltskimi Briganti, ki so tu živeli, čeprav ni jasno ali je bil kraj poimenovan po plemenu ali prebivalci regije po glavnem naselju. Ammian Marcellin je kasneje uporabil obliko Lacus Brigantiae.
Sedanje nemško ime Bodensee izhaja iz krajevnega imena Bodman, ki je verjetno prvotno izhajalo iz staro visoko nemške bodamon, kar je pomenilo 'na zemlji', kar označuje kraj na ravnem terenu ob jezeru. Ta kraj, ki se nahaja na zahodnem koncu jezera Überlingen (Überlinger See), je imel neko obdobje v zgodnjem srednjem veku bolj nadregionalni značaj kot frankovska cesarska pfalca (Königspfalz), alemanski vojvodski sedež in kovnica, zato je bilo ime morda preneseno na jezero ('jezero, ob katerem je Bodman' = Bodmansee). Od 833 / 834 našega štetja se ime v latinskih virih pojavlja v latinizirani obliki lacus potamicus. Zato so samostanski učenjaki, kot je Walahfrid Strabo, ime, ki je dejansko izhajalo iz Bodman Pfalz (latinizirano kot Potamum), napačno domnevali, da izhaja iz grške besede potamos za 'reka' in pomeni 'rečno jezero'. Morda je nanje vplivalo tudi dejstvo, da je Ren tekel skozi jezero.
Wolfram von Eschenbach ga v srednji visoki nemščini opisuje kot Bodemensee ali Bodemsee, ki se je končno razvilo v sedanje nemško ime Bodensee. Ime je lahko povezano z imenom Bodanrück, hribovskim območjem med jezerom Überlingen in Spodnjim jezerom ter zgodovino rodbine Bodman.
Nemško ime jezera, Bodensee, so sprejeli številni drugi jeziki, na primer: nizozemsko Bodenmeer, dansko Bodensøen, norveško Bodensjøen, švedsko Bodensjön, finsko Bodenjärvi, rusko Боденское озеро, poljsko Jezioro Bodeńskie, češko Bodamské jezero, slovaško Bodamské jazero, madžarsko Bodeni-tó, hrvaško Bodensko jezero, slovensko Bodensko jezero, albansko Liqeni i Bodenit.
Po koncilu v Konstanci v 15. stoletju se je v (rimskokatoliškem) romanskem jeziku uporabljalo nadomestno ime Lacus Constantinus. To ime, ki je bilo izpričano že leta 1187 v obliki Lacus Constantiensis, je prišlo od mesta Konstanca ob izlivu Rena iz Oberseeja, katerega prvotno ime Constantia je bilo nato izpeljano od rimskega cesarjaffKonstancij Klor| Konstancija Klora]] (okoli 300 n. št.). Od tod francoski Lac de Constance, italijanski Lago di Costanza, portugalski Lago de Constança, španski Lago de Constanza, romunski Lacul Constanța, grški Λίμνη της Κωνσταντίας – Limni tis Konstantias. Arabsko بحيرة كونستانس buħaira Konstans in turško Konstanz gölü, se verjetno vračata v francosko obliko imena. Tudi v romanski angleščini se je ime Lake Constance uveljavilo in je bilo nato izvoženo v druge jezike, kot je hebrejščina ימת קונסטנץ yamat Konstanz in svahili Ziwa la Konstanz. V mnogih jezikih obstajata obe obliki vzporedno, npr. retoromansko Lai da Constanza in Lai Bodan, esperanto Konstanca Lago in Bodenlago.
Poetično ime Švabsko morje so prevzeli avtorji zgodnjega novega veka in razsvetljenstva od starih avtorjev, verjetno Tacita. Vendar je ta predpostavka temeljila na napaki (podobno kot Tevtoburški gozd in Taunus): Rimljani so včasih za Baltsko morje in ne Bodensko jezero uporabljali ime Mare Suebicum. V časih, ko so Rimljani v bližini morja locirali tako imenovane Svebe, takrat germansko pleme ob Labi, je bilo to razumljivo. Avtorji zgodnjega novega veka so to spregledali in sprejeli ime za največje jezero sredi nekdanjega vojvodstva Švabske, ki je vključevalo tudi dele današnje Švice. Danes se ime Švabsko morje (Schwäbisches Meer) le šaljivo uporablja kot hiperbolični izraz za Bodensko jezero.

### Ključna dejstva
V neposredni bližini jezera niso našli nobenih paleolitskih najdb, ker je območje Bodenskega jezera dolgo pokrival Renski ledenik. Odkritje kamnitega orodja (mikroliti) kaže, da so lovci in nabiralci iz obdobja mezolitika (srednja kamena doba, 8000–5500 pr. n. št.) pogosto poseljevali to območje, ne da bi se naselili. Potrjeni so bili le lovski kampi. Tudi najzgodnejši neolitski kmetje, ki so pripadali kulturi linearne trakaste keramike, za seboj niso pustili sledi, ker se je alpsko predgorje oddaljilo od poti, po katerih so se širili v 6. tisočletju pred našim štetjem. To se je spremenilo šele v srednjem in poznem neolitiku, ko so bila ustanovljena obrežna naselja, tako imenovana kolišča in mokrišča, ki so bila danes odkrita predvsem na jezeru Überlingen, Constance Hopper in na Obersee. V Unteruhldingenu je bila obnovljena koliščarska vas, ki je zdaj muzej na prostem in na seznamu Unescove svetovne dediščine pod naslovom Prehistoric Pile Dwellings around the Alps’’ (Prazgodovinska kolišča okoli Alp).
Grobne najdbe v Singen am Hohentwiel segajo v začetek zgodnje bronaste dobe, obalna naselja pa so bila večkrat zgrajena v obdobju neolitika in bronaste dobe (do 800 pr. n. št.). V naslednji železni dobi je bila zgodovina poselitve prekinjena. Naselitev obale Bodenskega jezera v halštatskem obdobju pričajo gomilna grobišča, ki jih danes običajno najdemo v gozdovih, kjer jih je kmetijstvo zaščitilo pred uničenjem. Od poznega halštatskega obdobja so ljudje, ki so živeli ob Bodenskem jezeru, imenovani Kelti. V obdobju Latenske kulture od leta 450 pred našim štetjem se gostota naseljenosti zmanjšuje, kar je mogoče razbrati delno iz dejstva, da ni bilo več zgrajenih gomilnih grobišč. Prvič so se ohranila pisna poročila o Bodenskem jezeru. Tako izvemo, da so se Helveti naselili ob jezeru na jugu, Retijci na območju Alpske doline Rena in Vindeliči na severovzhodu. Najpomembnejši mesti ob jezeru sta bili Bregenz (keltska Brigantion) in današnja Konstanca.
V času rimske alpske kampanje v letih 16/15 pred našim štetjem je bila regija Bodensko jezero vključena v Rimsko cesarstvo. Med kampanjo naj bi bila tudi bitka na Bodenskem jezeru. Geograf Pomponij Mela leta 43 n. št. prvič omenja Bodensko jezero kot dve jezeri – Lacus Venetus (Zgornje jezero) in Lacus Acronius (Untersee) - skozi oba teče Ren. Plinij starejši je Bodensko jezero prvič označil za Lacus Brigantinus. Najpomembnejše rimsko najdišče je bil Bregenz, za katerega je kmalu začelo veljati rimsko občinsko pravo in je kasneje postal sedež prefekta flote Bodenskega jezera. Rimljani so bili tudi v Lindau, vendar so se naselili le na hribih okoli Lindaua, saj je bila obala jezera močvirnata. Ostali rimski mesti sta bili Constantia (Konstanca) in Arbor Felix (Arbon).
Po tem, ko so se meje Rimskega cesarstva v 3. stoletju pred našim štetjem potegnile nazaj na mejo Rena, so se Alemani postopoma naselili na severni obali Bodenskega jezera in kasneje tudi na južnem bregu. Po uvedbi krščanstva se je kulturni pomen regije povečal zaradi ustanovitve samostana Reichenau in škofije Konstance. Pod vladavino Staufovcev so ob Bodenskem jezeru imeli cesarske Reichstage. V Konstanzi je bila tudi sklenjena pogodba med cesarjem Hohenstaufenom in Langobardsko ligo. Bodensko jezero je igralo pomembno vlogo tudi kot trgovska postaja za blago, s katerim se je trgovalo med nemškimi in italijanskimi državami.
Med tridesetletno vojno je prišlo do različnih konfliktov zaradi nadzora nad regijo imenovani jezerska vojna (1632–1648).
Po vojni druge koalicije (1798–1802), ki je prizadela tudi regijo in med katero so avstrijske in francoske flotilje delovale na Bodenskem jezeru, je prišlo do reorganizacije državnih odnosov.

### Zgodovinski zemljevidi
- 1540: zemljevid Lacus Constantiensis Johannesa Zwicka in Thomasa Blarerja prikazuje topografska imena, mesta in Ren.
- 1555: zemljevid potega Rena (Rhinelaufkarte) Casparja Vopela vključuje topografski zemljevid Bodenskega jezera z večjimi mesti, pritoki in tokom Rena.
- 1633: švabski zemljevid Johannesa Janssoniusa, Amsterdam: Tatius Totius Sveviae novissima prikazuje Bodensko jezero z otoki, pritoki, mesti in vasi.[14]
- 1675: Bodensko jezero, Lacos Acronianus sive Bodamicus, avtor Nikolaus David Hautt na podlagi Andreasa Arzeta SJ, prikazuje Bodensko jezero s sosednjimi deželami.[15]

## Geografija

### Enote
Bodensko jezero se nahaja v vznožju Alp. Dolžina obale obeh glavnih jezer je dolga 273 kilometrov. Od tega se 173 kilometrov nahaja v Nemčiji (Baden-Württemberg 155 kilometrov, Bavarska 18 kilometrov), 28 kilometrov teče skozi Avstrijo in 72 kilometrov skozi Švico. Če združimo zgornje in spodnje jezero, ima Bodensko jezero skupno površino 536 km², tretje največje jezero v Srednji Evropi po Blatnem jezeru (594 km²) in Ženevskem jezeru (580 km²). Je tudi drugo največje po prostornini vode (48,5 km³) po Ženevskem jezeru (89 km³) in se razteza na več kot 69,2 km med Bregenzom in Stein am Rhein. Njegovo porečje je veliko približno 11.500 km² in sega vse do juga do Lago di Lei v Italiji.
Območje Oberseeja ali Zgornjega jezera je 473 km2. Razteza se od Bregenza do Bodman-Ludwigshafna na več kot 63,3 km in je med Friedrichshafnom in Romanshornom široko 14 kilometrov. Na najgloblji točki med Fischbachom in Uttwilom je globoko 251,14 metra.
Trije majhni zalivi na obali Vorarlberga imajo svoja imena: Bregenški zaliv, ob Hardu in Fußachu je zaliv Fussach, zahodno od tega pa Wetterwinkel. Bolj zahodno, zdaj v Švici, je zaliv Rorschach. Na severu je na bavarski strani Reutinski zaliv. Železniški nasip od celine do otoka Lindau in avtocestni most čez jezero mejijo na tako imenovano Malo jezero (Kleiner See), ki se nahaja med lindauško vasjo Aeschach in otokom.
Severozahodni krak Oberseeja v obliki prsta se imenuje Überlinger See (ali Überlingersee v švicarskem standardnem nemškem jeziku) ali jezero Überlingen. Včasih velja za ločeno jezero, meja med jezerom Überlingen in preostalim Zgornjim jezerom poteka približno vzdolž črte med jugovzhodno konico Bodanrücka (Hörnle, ki pripada mestu Konstanca) in Meersburgom. Constance Hopper leži med nemško in švicarsko obalo vzhodno od Konstance.
Obersee in Untersee povezuje Seerhein.
Untersee ali Spodnje jezero, ki je od velikega polotoka Bodanrück ločeno od Oberseeja in njegovega severozahodnega rokava, Überlinger See, ima površino 63 km2. Močno je razgibano in razdeljen na različna območja s končnimi morenami, različnimi ledeniškimi narivi in srednjimi morenami. Ta različna območja jezera imajo svoja imena. Severno od otoka Reichenau je Gnadensee. Zahodno od otoka Reichenau, med polotokom Höri in polotokom Mettnau, je Zeller See (ali Zellersee v švicarskem standardnem nemškem jeziku) ali jezero Zell. Severno od polotoka in močvirne dežele Mettnau leži jezerski del Markelfinger Winkel. Drumlini južnega Bodanrücka se nadaljujejo po strugi teh severnih delov jezera. Južno od Reichenaua, od Gottliebena do Eschenza, se razprostira Rheinsee (lit .: 'Rensko jezero') z močnimi tokovi ponekod. Prej se je ta jezerski del imenoval jezero Bernang po vasi Berlingen. Na večini zemljevidov ime Rheinsee ni prikazano, ker je to mesto najbolj primerno za ime Untersee.

### Nastanek in prihodnost
Današnja oblika Bodenskega jezera je posledica kombinacije več dejavnikov:
- Tektonsko porečje Bodenskega jezera med Alpami in Juro je nastalo v jurskem in terciarnem obdobju
- Sedanji Alpski Ren je bil sprva pritok Donave.
- Sčasoma je kotlino ustvaril Visoki Ren zaradi erozije toka (rečna erozija).
  - Potek ni bil vedno le po sedanji dolini Rena; Jezero Überlingen označuje del starejše doline.
- Rečne doline je v nekaj hladnih obdobjih poglabljal Renski ledenik iz doline Alpskega Rena (ledeniška erozija).
- Za sedanjimi impresivnimi sledovi würmske hladne dobe posledic starejših hladnih obdobij ni mogoče podrobneje raziskati. Bodensko jezero zdaj predstavlja predvsem zungenbecken ali ledeniško jezero würmske poledenitve.[20]
- V kasnejši fazi ledene dobe je bil le Obersee poledenel. Ko se je ledenik nadalje umikal, so se ledeniške taline iztekale iz nastajajočega Überlingen See skozi starejšo bolj severno dolino v sedanjo dolino Visokega Rena.
- Zaradi naraščajoče erozije navzdol je bil sedanji potek Visokega Rena dokončno (spet) ponovno povezan z Bodenskim jezerom.[21]

Kot vsako ledeniško jezero bo tudi Bodensko jezero zamuljalo zaradi sedimentacije. Ta postopek je najbolje opaziti v ustju večjih rek, zlasti v Alpskem Renu. Postopek zamuljevanja pospešuje vedno večja erozija reke Ren in s tem povezano znižanje gladine jezera.

### Pritoki
Glavni pritok Bodenskega jezera je Alpski Ren. Alpski Ren in Seerhein se ne mešata močno z jezerskimi vodami in tečeta skozi jezera vzdolž smeri, ki se razmeroma malo spreminjajo. Obstajajo tudi številni manjši pritoki (skupaj 236). Najpomembnejši pritoki Oberseeja so (v nasprotni smeri urnega kazalca) Dornbirner Ach, Bregenzer Ach, Leiblach, Argen, Schussen, Rotach, Seefelder Aach, Stockacher Aach, Salmsacher Aach, Aach blizu Arbona, Steinach, Goldach in Stari Ren. Iztok Oberseeja je Seerhein, ki pa je glavni pritok Unterseeja. Najpomembnejši pritok Unterseeja je Radolfzeller Aach.
| Reka                           | Povprečni pretok [m³/s] (1978–1990) | Pretok in % | Porečje [km²] | Porečje in % |
| ------------------------------ | ----------------------------------- | ----------- | ------------- | ------------ |
| Alpski Ren                     | 233                                 | 61.1        | 6.119         | 56.1         |
| Bregenzer Ach                  | 48                                  | 12,6        | 832           | 7.6          |
| Argen                          | 19                                  | 5.3         | 656           | 6.0          |
| Stari Ren (Rhine Valley Canal) | 12                                  | 3.1         | 360           | 3.3          |
| Schussen                       | 11                                  | 2.9         | 822           | 7.5          |
| Dornbirner Ach                 | 7.0                                 | 1.8         | 196           | 1.8          |
| Leiblach                       | 3,3                                 | 0.9         | 105           | 1.0          |
| Seefelder Aach                 | 3,2                                 | 0.8         | 280           | 2,6          |
| Rotach                         | 2.0                                 | 0.5         | 130           | 1.2          |
| Stockacher Aach                | 1.6                                 | 0.4         | 221           | 2.0          |
| Vsota 10 glavnih pritokov      | 340                                 | 89.6        | 9.721         | 89.2         |
| Skupaj vtoka                   | 381                                 | 100.0       | 10.903        | 100.0        |

Ker Alpski Ren s seboj prinaša drobir z gora in ta material nalaga kot usedlino, bo Bregenški zaliv čez nekaj stoletij zamuljen. Zamuljevanje celotnega Bodenskega jezera naj bi trajalo še deset do dvajset tisoč let.

### Iztoki, izhlapevanje, črpanje vode
Iztok Unterseeja je Visoki Ren z Renskimi slapovi pri Schaffhausnu. Tako povprečne padavine 0,45 km³ / leto kot tudi izhlapevanje, ki v povprečju znaša 0,29 km³ / leto, povzročijo neto spremembo gladine Bodenskega jezera, ki je manjša v primerjavi z vplivom dotokov in odtokov. Nadaljnje količine jezerske vode pridobivajo komunalni vodovodi okoli jezera in vodno podjetje Bodensee-Wasserversorgung.

### Otoki
V Bodenskem jezeru je deset otokov, večjih od 2000 m².
Daleč največji je otok Reichenau v Unterseeju, ki spada v občino Reichenau. Nekdanji samostan Reichenau je zaradi treh zgodnjih in srednjeveških cerkva na seznamu Unesca. Otok je znan tudi po intenzivnem gojenju sadja in zelenjave.
Otok Lindau se nahaja na vzhodu Oberseeja in je drugi največji otok. Na njem je staro mestno jedro in glavna železniška postaja Lindau.
Tretji po velikosti je otok Mainau na jugovzhodu jezera Überlingen. Lastniki, družina Bernadotte, so otok postavili kot turistično atrakcijo in ustvarili botanične vrtove in ograde za prostoživeče živali.
Sorazmerno velika, vendar nenaseljena in nedostopna zaradi statusa naravnega rezervata sta dva otoka ob Wollmatinger Ried: Triboldingerbohl s 13 ha površine in Mittler ali Langbohl s površino le 3 ha.
Manjši otoki v kraju Obersee so:
- Dominikanski otok (Dominikanerinsel), ločen s šest metrov širokim jarkom od starega mestnega jedra Konstance, kjer domuje hotel Steigenberger (2 ha)
- Majhen otok Hoy blizu Lindaua
- Deset umetnih otokov na Renski poti na strani Fußach
- Otoček ob pristanišču Romanshorn
- Wollschweininsel (uradno Wulesaueninsle) ob Seeparku v Kreuzlingenu

V Unterseeju so:
- otoki Werd, Mittleres Werdli in Unteres Werdli, ki skupaj tvorijo skupino otokov Werd, se nahajajo ob izlivu Rena iz Unterseeja pri Stein am Rhein v Visoki Ren.
- Tako imenovani Liebesinsel (Otok ljubezni - 0,2 ha) jugozahodno od polotoka Mettnau.

### Polotoki
V Bodenskem jezeru je več polotokov, ki se zelo razlikujejo po velikosti:
- Bodanrück, največji polotok, ločuje Überlinger See (Obersee) od Unterseeja. Zajema površino 112 km2.
- Mettnau v Unterseeju, ki se razteza proti otoku Reichenau, ločuje Zeller See na jugu od Markelfinger Winkel na severu. Ima površino 1,7 km².
- Höri (približno 45 kvadratnih kilometrov) se tudi razteza proti otoku Reichenau in ločuje Zeller See na severu od Rheinseeja na jugu.
- Na jugovzhodu, blizu izliva novega renskega kanala, Rohrspitz štrli približno 1,2 km v jezero in tvori zahodni obod zaliva Fußach. Ima približno 50 hektarjev površine.
- Na polotoku Wasserburg je grad Schloss Wasserburg in župnijska cerkev sv. Jurija. Polotok je na severovzhodni obali Oberseeja med zalivom Nonnenhorn na zahodu in zalivom Wasserburg na vzhodu. Ima 2,3 ha površine in je bil otok do leta 1720, ko so Fuggerji zgradili mostišče. Marca 2009 je na polotoku živelo 27 ljudi.
- Galgeninsel ("otok vislic") v Reutinskem zalivu je tudi polotok, ki je bil prej otok. Površina je le 0,16 hektarja.

### Obala
Obala Bodenskega jezera je v glavnem gramozna. Ponekod so tudi peščene plaže, kot so Rohrspitz v avstrijskem delu jezera, Langenargen in Marienschlucht.
Po podatkih Mednarodne komisije za varstvo voda za Bodensko jezero je približna dolžina obale 273 km. Dotok vode se nenehno spreminja, predvsem zaradi dežja in taljenja snega v Alpah. Njegova povprečna površina je približno 395 m nad NN (v Švici je absolutna vrednost nekoliko višja v m nad morjem). Bolj ali manj redna sezonska nihanja vodostaja povzročajo tudi majhne razlike v dolžini obale in razlike v habitatih v obalnem pasu (odvisno od visoke in nizke vode).

### Podnebje
Za podnebje območja Bodenskega jezera so značilne blage temperature z zmernimi spremembami, zahvaljujoč ravnotežnemu in zaviralnemu učinku velikega vodnega telesa. Zaradi celoletnega vpliva fenskih vetrov, ki pozimi povzročajo pogoste megle in poleti slabo vreme, velja za stresno podnebje.
Bodensko jezero velja tudi za tvegano in zahtevno jezero za vodne športe zaradi nevarnosti sunkovitega vetra, ki lahko ob nenadnih spremembah vremena biča valove. Najnevarnejši veter je fen, topel veter po alpskem pobočju, ki se širi po vodi, zlasti po dolini Alpskega Rena in lahko ustvarja nekaj metrov visoke valove.
Podobno nevarni za tiste, ki območja ne poznajo, so nenadni nevihtni sunki vetra med poletnimi nevihtami. Nenehno zahtevajo žrtve vodnih športov. Med nevihto julija 2006 so valovi dosegli višino do 3,50 metra.
Zaradi tega v vseh treh sosednjih državah obstaja sistem za opozarjanje na nevihte. Za opozarjanje na nevihte je Bodensko jezero razdeljeno na tri opozorilne regije (zahod, sredina in vzhod). Opozorila lahko izdajo za vsako regijo samostojno. Opozorilo o 'močnem vetru' bo izdano, ko se pričakuje pljuskanje med 25 in 33 vozli ali registrsko silo 6 do 8 na Beaufortovi lestvici. Opozorilo na nevihto napoveduje verjetnost nevihtnih vetrov, torej tistih s hitrostjo 34 vozlov ali več ali silo 8 po Beaufortovi lestvici. Da bi izdali ta opozorila, so okoli jezera nameščene utripajoče lučke oranžne barve, ki pri močnem vetru utripajo 40-krat na minuto ali 90-krat na minuto. Lahko se zgodi, da se zaradi različno urejenih odgovornosti in ocen na švicarski strani Oberseeja izda opozorilo z nevihto, ne pa na nemški ali avstrijski obali in obratno. Ladje in trajekti na Bodenskem jezeru opozarjajo na nevihto z dvigovanjem Sturmballona (nevihtne krogle) na jambor.
Stoletni dogodek je zmrzovanje Bodenskega jezera, ko so Spodnje jezero, jezero Überlingen in Zgornje jezero popolnoma zamrznili, da lahko ljudje varno prečkali jezero peš. Trije zadnji tako imenovani dogodki Seegfrörne so bili leta 1963, 1880 in 1830.
Nekateri deli jezera pogosteje zmrzujejo, predvsem zaradi majhne globine vode in zavetja, kot je na primer tako imenovani Markelfinger Winkel med občino Markelfingen in polotokom Mettnau.

### Mednarodne meje
Jezero leži tam, kjer se srečujejo države Avstrija, Nemčija in Švica. Ni pravno zavezujočega sporazuma o tem, kje ležijo meje med tremi državami. Švica pa meni, da meja poteka po sredini jezera, Avstrija meni, da sporno območje pripada vsem državam na njegovih bregovih, kar je znano kot 'etažna lastnina', Nemčija pa ima dvoumno mnenje. Pravna vprašanja v zvezi z ladijskim prevozom in ribolovom so urejena v ločenih pogodbah.
Občasno se pojavijo spori. Ena zadeva hišo na vodi (čolnu), ki je bil privezan v dveh zveznih državah (SES c. 224/97 Erich Ciola); drugo zadeva pravice do ribolova v zalivu Bregenz. V zvezi s slednjim je bila avstrijska družina mnenja, da ima edina pravico do ribolova v širokih delih zaliva. Vendar tega niso sprejela niti avstrijska sodišča niti organi in sodišča drugih držav.

### Poplave
- Stoletna poplava okoli junija 1999 (Pfingsthochwasser 1999) je dvignila raven približno 2 metra nad normalno, poplavila pristanišča in številne obalne stavbe ter hotele.
- Konec avgusta 2005 je močan dež v nekaj dneh dvignil raven za več kot 70 cm.

Deževje je povzročilo obsežne poplave in odneslo avtoceste in železnice.

## Ekologija

### Rastlinstvo
Do 19. stoletja je bilo Bodensko jezero naravno jezero. Od takrat je na naravo močno vplivalo čiščenje in obdelava večjega dela zemlje okoli njenih obrežij. Nekatera skoraj naravna območja pa so bila v veliki meri ohranjena, zlasti v naravnih rezervatih ali pa so bila ponovno naturalizirana. Posledično ima regija Bodensko jezero nekaj nenavadnih ekoloških značilnosti. Sem spadajo veliko gozdnato območje na Bodanrücku, pojav Močvirski svišč (Gentiana pneumonanthe) in kukavičevke iz rodov Dactylorhiza (Prstasta kukavica) in Orchis v gozdu Wollmatinger Ried ter sibirska perunika (Iris sibirica) v Eriskircher Ried, ki je zato dobila svoje ime. Edinstvena vrsta med lokalno floro je Myosotis rehsteineri – Bodensejska spominčica, katere življenjski prostor je omejen na nemoten lipov drevesa.

### Živalstvo

#### Ptice
Bodensko jezero je tudi dom številnih vrst ptic, od katerih mnoge gnezdijo v njegovih naravnih rezervatih, kot sta Wollmatinger Ried ali polotok Mettnau. Do zdaj so zabeležili 412 vrst.
Pevke
Deset najpogostejših vzrejnih vrst ptic na Bodenskem jezeru je po raziskovanju v obdobju 2000–2003 v padajočem vrstnem redu: kos, ščinkavec (Fringilla coelebs), domači vrabec, velika sinica, črnoglavka, škorec, taščica, vrbji kovaček, zelenec (Chloris chloris) in [[plavček).
Vodne ptice
Spomladi je Bodensko jezero pomembno gojišče, zlasti za liske in čopaske ponirke. Tipične vodne ptice so: raca žličarica (Spatula clypeata), zvonec, veliki žagar (Mergus merganser), sivka (Aythya ferina), siva čaplja, dolgorepa raca (Anas acuta), čopasta črnica (Aythya fuligula)  in mlakarica.
Decembra 2014 je bilo naštetih 1389 kormoranov. Mednarodno ribiško združenje za Bodensko jezero (IBF) ocenjuje potrebe po hrani kormoranov na Bodenskem jezeru na 150 ton rib letno.
Prezimovališče
Bodensko jezero je pomembno prezimovalno območje za približno 250.000 ptic. Vrste ptic, kot so spremenljivi prodnik (Calidris alpina), veliki škurh (Numenius arquata) in priba, prezimijo pri Bodenskem jezeru. Sredi decembra 2014 je bilo 56.798 čapelj, 51.713 lisk in 43.938 sivk. V novembru / decembru je na Bodenskem jezeru približno 10.000 do 15.000 tatarskih žvižgavk (Netta rufina) in 10.000 čopastih ponirkov.
Selivke
Med selitvijo pozno jeseni so na jezeru tudi številni slapniki (polarni slapnik (Gavia arctica) in rdečegrli slapnik (Gavia stellata) ter nekaj lednih slapnikov (Gavia immer)). Bodensko jezero je zelo pomembno tudi kot počivališče med selitvijo ptic. Selitev ptic je pogosto neopazna in najbolj opazna, kadar obstajajo posebne vremenske razmere, zaradi katerih je dnevna selitev očitna. Le tam, kjer je dolgotrajno široko razširjen nizek tlak, je običajno opaziti zastoje velikih skupin ptic selivk. To lahko pogosto opazimo jeseni na Eriskircher Riedu na severni obali Bodenskega jezera. Tu se na jezeru konvergira široka selitev spredaj in ptice se nato poskušajo pomakniti ob obali proti severozahodu. Pomen Bodenskega jezera kot pomembnega območja za počitek in prezimovanje poudarja Inštitut za ornitologijo Max Planck iz Inštituta za ptice Radolfzell (Vogelwarte Radolfzell), ki je središče za obročkanje ptic v nemških deželah Bavarska, Baden-Württemberg, Berlin, Porenje-Vestfalija in Saarland ter Avstrija, ki raziskuje selitve ptic.

#### Ribe
V Bodenskem jezeru živi približno 45 vrst rib. Letni ribolov znaša 1,5 milijona kg. Nenavadne vrste, ki se pojavljajo tukaj glede na lokacijo jezera, so ozimica (Coregonus spec.) in jezerska zlatovščica (Salvelinus alpinus). Za ribiško industrijo so pomembne ribe:
- Bodenseefelchen (nemško tudi Blaufelchen, lat .: Coregonus wartmanni)
- Sandfelchen (nemško: tudi Weißfelchen, lat .: Coregonus arenicolus)
- Gangfisch (lat .: Coregonus macrophthalmus)
- Kilch (lat .: Coregonus gutturosus)
- lipan (nemško Äsche, lat .: Thymallus thymallus)
- Navadni ostriž (nemško Flussbarsch, Kretzer, Barschling, švicarsko nemško Egli, lat .: Perca fluviatilis)
- Ploščič (nemščina Brachse, Brasse, lat .: Abramis brama)
- Evropska ščuka (nemško Hecht (lat .: Esox lucius)
- Smuč (lat .: Sander lucioperca)
- Menek (nemško Quappe, Trüsche, lat .: Lota lota) [38]
- Rečna jegulja (nemško Aal, lat .: Anguilla anguilla)
- Kapelj (nemško Groppe, lat .: Cottus gobio)
- Linj (nemško Schleie, lat .: Tinca tinca)
- Evropski som (nemško Wels, lat .: Silurus glanis)
- Jezerska postrv (nemško Seeforelle, lat .: Salmo trutta lacustris)

Coregonus wartmanni, ki so ga zaradi velikega števila tam poimenovali po Bodenskem jezeru, pogosto pripravijo v celoti ali kot file, v slogu mlinarjeve žene (nach Müllerin Art), v lokalnih ribjih restavracijah, podobno kot druge postrvi. Pogosto jo postrežejo tudi dimljeno.
Za endemične vrste, ki so jih prej našli v Bodenskem jezeru, Coregonus gutturosus in Salvelinus profundus, se zdaj domneva, da izumirajo.
Vnešene vrste
Neavtohtone vrste so se naselile v ekosistemu Bodenskega jezera že pred mnogimi leti in v nekaterih primerih ogrožale ali ogrožajo avtohtono floro in favno. Na Bodenskem jezeru vsako leto naraščajo tujerodne vrste. Več so jih prepeljali iz drugih vodnih teles kot 'slepe potnike' na zunanji strani čolnov, rešilnih jopičev, sidrnih verig ali vrvi ali potapljaške opreme. Druge so se priselile iz Črnega morja oziroma Donave od odprtja kanala Majna-Donava. Nekatere so bile namerno predstavljene.
Znane tujerodne vrste
Tudi šarenka (Oncorhynchus mykiss) ni domača riba. V Bodensko jezero so jo vnesli okoli leta 1880 zaradi ekonomskih razlogov, da bi okrepili lokalno favno.
Med tuje živalske vrste v Bodenskem jezeru spada školjka potujoča trikotničarka (Dreissena polymorpha), ki se je od 18. stoletja razširila iz črnomorskega območja po večini Evrope in je bila v Bodensko jezero prenesena med leti 1960 in 1965. Po močni širitvi v 1980-ih po Renu in v velikih jezerih se ta vrsta danes umika. Školjka povzroča težave, ker med drugim blokira cevi za odvajanje vode. Poleg tega je vrsta lahko katastrofa za domače školjke, ker tekmuje za njihovo hrano. Danes je po navedbah Inštituta za raziskovanje jezer (Institut für Seenforschung, ISF) školjka pomembna hrana tudi za prezimovanje vodnih ptic. Dejansko se je število prezimovalcev v približno 30 letih več kot podvojilo.
Kozica Dikerogammarus villosus se je od leta 2002 razširila z dveh delov obale v bližini Hagnaua in Immenstaada, čez celo jezero Überlingen (2004), celotno zgornje jezero (2006) in skoraj celotno obalo Bodenskega in Rheinseeja (2007 ). Kot že ime pove, je požrešen vlomilec ličink in jajc rib.
Najnovejši primer je majhna kozica Limnomysis benedeni dolga le šest do enajst milimetrov, ki so jo našli leta 2006 v regiji Vorarlberg v Hardu in jo danes najdemo skoraj po vsem Bodenskem jezeru. Prihaja iz voda okoli Črnega morja. Menda so jo najprej prepeljali z ladjami po Donavi, preden se je razširila v rečni sistem Rena in vstopila v Bodensko jezero. Kozice, ki se pozimi pojavljajo v več milijonskih jatah, so že vpliven člen v prehranjevalni verigi v Bodenskem jezeru. Uživajo odmrle živalske in rastlinske materiale ter fitoplanktone, ribe pa jih jedo tudi same.
Danes v zahodnem Bodenskem jezeru najdemo severnoameriškega raka trnavca (Orconectes limosus), ki je bil v evropske vode vnesen sredi 19. stoletja, da bi povečal donos, občasno kitajsko volnenokleščo rakovico (Eriocheir sinensis) in v pritokih jezera signalnega raka (Pacifastacus leniusulus). Ker so te vrste velikih rakov imune na kugo rakov, vendar širijo povzročitelja bolezni, so velika nevarnost za avtohtone vrste, kot so jelševed, primorski koščak ali navadni koščak. Živali so pogosto nezahtevne, se hitro razmnožujejo in vodijo plenilsko življenje, kar ogroža tudi različne majhne vrste rib. ISF to temo sistematično raziskuje od leta 2003.

### Razbitine na jezerskem dnu
Po trku s Stadt Zürichom leta 1864 je razbitina Jure ležala na jezerskem dnu v globini 45 metrov od švicarske obale. V začetku 20. stoletja so bile po odvzemu iz obratovanja v Oberseeju potopljene štiri ladje: leta 1931 Baden, prej Kaiser Wilhelm, leta 1932 Helvetia, leta 1933 Säntis in leta 1934 Stadt Radolfzell. Trup zgorelega Friedrichshafna so leta 1944 strgali od ustja Argena v 100 do 150 metrov vode.

## Turizem, prosti čas in šport
Turizem in prosti čas sta za to regijo pomembna. Prenočitve so leta 2012 dosegle 17,56 milijona obiskovalcev s približno 1,9 milijardami EUR prometa. Enako prispeva 70 milijonov obiskovalcev, ki vsako leto obiščejo Bodensko jezero.
Ta regija je znana po ogledih, vodnih športih, zimskih športih, kot so smučanje, poletnih športih, kot so plavanje, jadranje in rekreacija. Je tudi eden redkih krajev, kjer delujejo sodobne zračne ladje Zeppelin in se lahko od 12 do 14 ljudi odpravi na potovanje nad jezerom po različnih zanimivih točkah.
V sodelovanju s ponudniki turističnih storitev, turističnimi organizacijami in javnimi institucijami v Nemčiji, Avstriji, Švici in Lihtenštajnu je za turistično trženje regije Bodensko jezero odgovoren International Bodensee Tourismus GmbH (IBT GmbH).

### Znamenitosti in kulturna dediščina
Jezero in regija okoli njega imata obsežno turistično infrastrukturo ter številne zanimivosti in znamenitosti. Pomembna so zlasti mesta, kot so Konstanca, Überlingen, Meersburg, Friedrichshafen, Lindau in Bregenz, saj so velika središča za čolnarski turizem. Glavne turistične atrakcije so kraji, kot so Renski slapovi, eni izmed treh največjih slapov v Evropi, otok Mainau in otok Reichenau (svetovna dediščina Unesca), romarska cerkev Birnau, gradovi in palače, kot je samostan Salem, grad Meersburg in še en Unescov spomenik svetovne dediščine, Pfahlbaumuseum Unteruhldingen in cerkev sv. Jurija, Oberzell, Reichenau.
Alpe segajo skoraj vzhodno od jezera in ustvarjajo čudovito kuliso. Pfänderbahn gre na vrh gore tik ob jezeru v Bregenzu.

### Kolesarjenje
Okoli jezera je mogoče kolesariti tudi po 261 km dolgi poti, imenovani Bodensee-Radweg. Obiskovalce pripelje do najzanimivejših krajev in obide celo jezero. Kljub temu različne bližnjice prek trajektov omogočajo krajše poti in pot je primerna za vse ravni.

### Pohodništvo in romarske poti
260-kilometrska krožna pot označena z oznako Bodensee Rundwanderweg, vodi okoli Bodenskega jezera preko ozemelj Nemčije, Avstrije in Švice. Namenjena je predvsem pohodništvu; kolesarji sledijo včasih nekoliko drugačni urejeni kolesarski stezi okrog Bodenskega jezera. Pot se lahko prehodi v manjših etapah različnih dolžin in ponuja lep razgled na jezero, pokrajino in prosto živeče živali. Vendar pa zaradi industrijskih naselij, stavb in naravnih rezervatov niso vsa obalna območja lahko dostopna. Poleg tega je treba v izlivu rek, kot so Leiblach, Bregenzer Ach, kanaliziran Ren in Stari Ren (Fußacherjev preboj), prehoditi precejšnje razdalje v notranjost do prvega mostu ali rečnega prehoda. Zaradi prometnih obalnih cest Bodensee-Rundweg včasih teče kot pot nad jezerom z nekaj razglednimi možnostmi.
Bodensko jezero je tudi središče pohodnikov in romarjev na dolge razdalje. Že od antičnih časov je bila ključna referenčna točka pomembnih romarskih poti:
- Via Beuronensis, pot svetega Jakoba iz regije Neckar čez Švabsko Albo
- Zgornja švabska romarska pot sv. Jakoba, ki vodi od Zgornje Švabske do jezera in se odcepi severno od jezera tako v smeri Nonnenhorna kot v smeri Meersburga
- Bavarsko-švabska pot sv. Jakoba, ki vodi od zahodnega Allgäua do jezera
- Schwabenweg, ki zagotavlja povezavo s Švico do jezera v bližini Konstance